# Gare de Port-Saint-Père - Saint-Mars
Gare de Port-Saint-Père - Saint-Mars vasútállomás Franciaországban, Port-Saint-Père településen.

## Vasútvonalak
Az állomást az alábbi vasútvonalak érintik:
- Nantes-État-La Roche-sur-Yon par Sainte-Pazanne-vasútvonal

## Kapcsolódó állomások
A vasútállomáshoz az alábbi állomások vannak a legközelebb:
- Gare de Bouaye
- Gare de Sainte-Pazanne